# حب (مسلسل)
حُبّ (بالإنجليزية: Love) مُسلسل كوميدي أمريكي. من إعداد جاد أباتاو، بول راست وليزلي آرفن، وبطولة جيليان جاكوبسعو بول راست. عرض موسمه الأول على نتفليكس في 19 فبراير، 2016، وتكون من عشرة حلقات. تم عرض الموسم الثاني بتاريخ 10 مارس 2017.

## الممثلين والشخصيات

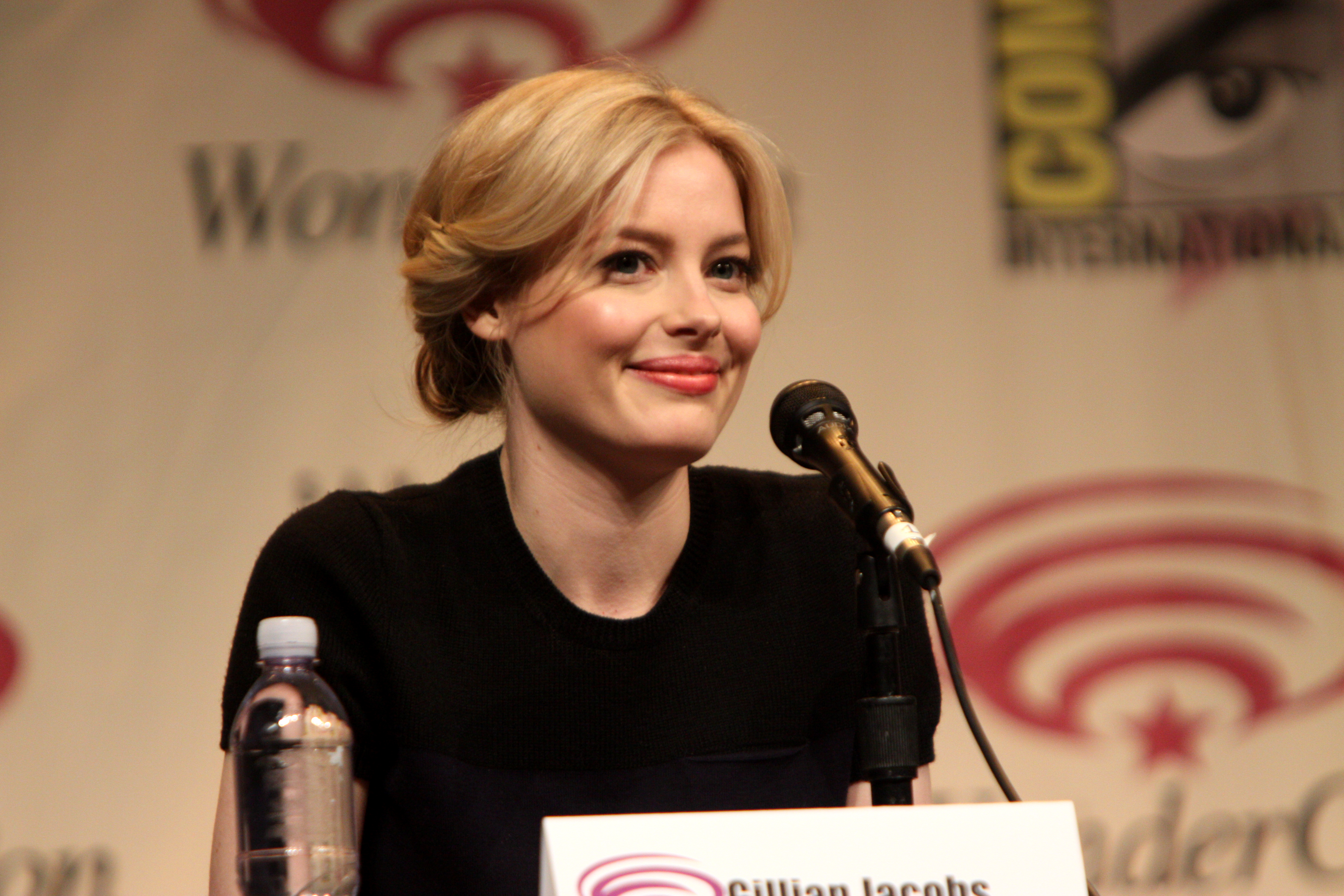
جيليان جاكوبس

### شخصيات رئيسية
- جيليان جاكوبس بدور ميكي دابس
- بول راست بدور غاس كرويكشانك
- كلاوديا أودوهيرتي بدور بيرتي

### شخصيات ثانوية
- بريت غيلمان بدور الدكتور. غريغ
- جون روس بوي بدور روب
- ديف آلين بدور آلان
- ستيف بانوس بدور فرانك
- ترايسي توماس بدور سوزان تشيرل
- جوردان روك بدور كيفن
- سيث موريس بدور إيفان
- كريس ويتاسكي بدور كريس
- شانتال كلاريت بدور شون
- بريغا هيلان بدور هايدي ماكاوليف
- ديفيد كينغ بدور وايات
- أيريس أباتاو بدور آريا
- كاثرين يي بدور كوري
- كيري كيني بدور سيد
- مايك «ذا سبونمان» ميتشيل بدور راندي

## الحلقات

### الموسم الأول (2016)
| تسلسل | عنوان الحلقة "بالإنجليزية" | إخراج       | كتابة                                | تاريخ العرض    |
| ----- | -------------------------- | ----------- | ------------------------------------ | -------------- |
| 1     | «It Begins»                | دين هولاند  | جاد أباتاو & ليزلي أرفن & بول راست   | 19 فبراير 2016 |
| 2     | «One Long Day»             | دين هولاند  | ليزلي أرفن & بول راست & برينت فورستر | 19 فبراير 2016 |
| 3     | «Tested»                   | جون سلاتيري | جاد أباتاو & بول راست                | 19 فبراير 2016 |
| 4     | «Party in the Hills»       | جون سلاتيري | أليكساندرا راشفيلد                   | 19 فبراير 2016 |
| 5     | «The Date»                 | ماغي كيري   | جاد أباتاو & بول راست                | 19 فبراير 2016 |
| 6     | «Andy»                     | جو سوانبيرغ | ديف كينغ                             | 19 فبراير 2016 |
| 7     | «Magic»                    | ستيف بوشيمي | ليزلي أرفن                           | 19 فبراير 2016 |
| 8     | «Closing Title Song»       | مايك شوالتر | آلي والر                             | 19 فبراير 2016 |
| 9     | «The Table Read»           | دين هولاند  | برينت فورستر                         | 19 فبراير 2016 |
| 10    | «The End of the Beginning» | دين هولاند  | جاد أباتاو & ليزلي أرفن & بول راست   | 19 فبراير 2016 |

### الموسم الثاني (2017)
جُدد المسلسل لموسم ثاني، سيعرض في 2017.

## وصلات خارجية
- حب على موقع IMDb (الإنجليزية)
- حب على موقع ميتاكريتيك (الإنجليزية)
- حب على موقع روتن توميتوز (الإنجليزية)
- حب على موقع نتفليكس (الإنجليزية)
- حب على موقع فيلمافينيتي (الإسبانية)
- حب على موقع كينوبويسك (الروسية)
- حب على موقع ألو سيني (الفرنسية)
- حب على موقع قاعدة بيانات الفيلم (الإنجليزية)